# Estinti.... o quasi
Estinti.... o quasi (Extinct) è un film d'animazione del 2021 diretto da David Silverman. Il film è prodotto da Netflix e distribuito a partire dal 19 novembre 2021.

## Trama
Nel 1835, Charles Darwin si trova in prossimità dell'arcipelago delle Galápagos, poco prima di formulare la sua teoria sull'evoluzione delle specie. Su queste isole, vivono degli strani animali tra cui i flammel, piccoli esseri pelosi simili a dei conigli dalla forma di una ciambella.
I due fratelli flammel Ed e Op hanno caratteri completamente diversi: il primo cerca di comportarsi secondo le aspettative dei responsabili della comunità, mentre la sorella è curiosa, precipitosa e combina spesso guai in cui coinvolge anche il fratello.
Nel cercare di porre rimedio ad un pasticcio che hanno combinato, i due trovano un enorme fiore in cui cadono e che si rivela essere un passaggio temporale fino ai giorni d'oggi. Si ritrovano così in uno strano luogo, un posto fuori dal tempo, dove si trovano alcuni animali ultimi ed unici rappresentanti di razze estinte: un dodo femmina di nome Dottie, un triceratopo di nome Hoss, un macrauchenia femmina di nome Alma ed un tilacino di nome Burnie. I quattro sono capeggiati da un poodle bianco con un maglione rosso di nome Clarence. Proprio qui scoprono che la loro specie è destinata ad estinguersi e decidono di operarsi per cambiare gli eventi e salvare il loro mondo con l'aiuto degli altri animali.
Cominciano così a viaggiare nelle varie ere alla ricerca di una soluzione. Ben presto però scoprono che la loro estinzione è stata progettata proprio da Clarence per salvaguardare la razza dei cani a discapito dei coccolosi flammel. Scoprono anche che il cagnolino aveva un padrone che ha fatto perdere nel tempo poiché non era d'accordo ad eliminare la loro razza. A questo punto tutti gli animali decidono di unirsi per fermare Clarence e trovare il padrone ripristinando il corso naturale degli eventi. 
Fu così che Darwin scoprì i flammel, la loro isola non scomparve mai e gli animaletti vissero nel corso degli anni finanche ai giorni nostri.